# SN 2011hk
SN 2011hk – supernowa typu Ia-pec odkryta 31 października 2011 roku w galaktyce NGC 881. W momencie odkrycia miała maksymalną jasność 16,20m.